# 동광로 (제주)
동광로(東光路)는 지방도 제1132호선 광양사거리부터 국립박물관사거리까지의 구간을 지칭하는 대한민국 제주특별자치도 제주시의 도로명이다. 광양사거리를 기준으로 동쪽 방향으로 이어진 길이라 하여 이런 이름이 붙여졌다.

## 주요 교차로
- 광양사거리
- 문예회관앞
- 인제사거리
- 국립박물관사거리

## 주요 지선
- 가령로
- 광양초등동로
- 고마로
- 시청로
- 신산로
- 천수동로

## 주요 건물
- 동광로 84 : 제주동부경찰서
- 동광로 89 : 제주특별자치도 문예회관